# 湯野上バイパス
湯野上バイパス（ゆのかみバイパス）は、福島県南会津郡下郷町で事業中の国道121号のバイパス道路である。開通時期は未定。

## 概要

### 路線データ
- 起点：南会津郡下郷町大字高陦
- 終点：南会津郡下郷町大字塩生
- 全長：8.3 km
- 構造規格：第1種3級
- 設計速度：60 m/h
- 車線数：2車線
- 幅員：10.5 m

### 概要の詳細
1998年度に地域高規格道路の計画路線の指定を受け、2007年度より整備区間に指定され国道改築事業（地域高規格道路会津縦貫南道路4工区の一部）として福島県により事業着手された。2011年には福島県知事や沿線自治体で構成する会津縦貫南道路整備促進期成同盟会が国土交通大臣に対し、安定的な財源確保が見込める直轄指定区間への編入を要望し、これに対し国交省では、域内の防災機能強化の観点から早期整備が不可欠として2012年度に直轄権限代行事業に変更された。当バイパスの開通により災害時等の緊急交通路の確保のほか、南会津地域と会津若松市の所要時間短縮による地域の活性化や会津中央病院へのアクセス改善、行楽期の大内宿周辺での観光客による渋滞の緩和が期待されている。

### 道路施設
いずれも仮称・事業中
- 2号橋（全長116.0 m）
- 2号トンネル（全長2,582.0 m）
- 3号橋（全長29.0m）
- 3号トンネル（全長1,544.0m）
- 4号橋（全長230.0 m）
- 4号トンネル（全長465.0 m）
- 5号橋（全長50.0 m）
- 6号橋（全長76.0 m）

## 接続路線
- 国道118号現道・国道118号小沼崎バイパス（会津縦貫南道路計画路線）
- 国道289号・国道121号下郷田島バイパス（会津縦貫南道路調査区間）